# Laurentius Scalin
Laurentius Erici Scalin (tidigare  Sadurstadius och  Gille), född 1576, död 1656 i Söderala församling, var en svensk präst.

## Biografi
Scalin föddes 1576. Han var son till kyrkoherden Ericus Petri och Brita i Segersta församling. Scalin blev 1620 kyrkoherde i Söderala församling. 1635 skiljdes Söderhamns församling för Söderala pastorat. Han avled 1656 i Söderala församling.
Han tog efternamnet Scalin av byn Schala i Segersta socken.

### Familj
Scalin var gift med Catharina Jonsdotter. De fick tillsammans barnen Ingrid Scalin som var gift med kyrkoherden A. Krok i Norrala församling och kyrkoherden E. Hoffnaerus i Norrbo församling, kyrkoherden Jonas Scalin i Söderala församling, Brita Scalin som var gift med komministern J. Modinus i Mo församling, hovmästaren Erik Scalin hos amiralen Å. Ulfsparre, Margareta Scalin som var gift med majoren J. Rahm, Christina Scalsin, kyrkoherden Johan Scalin i Mo församling komministern Samuel Scalin i Forssa församling, Christina Scalin som var gift med arklimästaren A. Lund och handelsmannen Tyris Mårtensson och kyrkoherden Olof Scalin i Söderala församling.